# Іванівка (Черкаська селищна громада)
Іва́нівка — село Черкаської селищної громади Краматорського району Донецької області, Україна. Населення становить 141 особу.

## Населення

### Мова
Розподіл населення за рідною мовою за даними перепису 2001 року:
| Мова       | Кількість | Відсоток |
| ---------- | --------- | -------- |
| українська | 135       | 95.74%   |
| російська  | 6         | 4.26%    |
| Усього     | 141       | 100%     |